# Ярос
Я́рос, Йиарос, Гиарос (греч. Γυάρος) — небольшой необитаемый остров в Эгейском море, принадлежит Греции. Входит в общину (дим) Сирос — Эрмуполис в периферийной единице Сирос в периферии Южные Эгейские острова.
Во времена Римской империи малолюдный, пустынный и скалистый остров был местом ссылки государственных преступников. В 65 г. императором Нероном в изгнание на остров был отправлен философ-стоик Гай Музоний Руф (вернулся из ссылки после смерти императора).
В «Теории нравственных чувств» Адам Смит цитирует Эпиктета:
Мне запрещено жить и в Риме, — и я не живу в нём. Мне приказано жить на диком маленьком острове Гиарос — и я живу и остаюсь на нем. Но в моем доме на острове Гиарос дымит: если дым можно перенести, то я останусь, но если он будет невыносимым, то я изберу жилище, из которого ни один тиран не в силах меня выгнать.
С 1948 до 1974 год на острове находился концентрационный лагерь для левых политических диссидентов.

## География
Входит в острова Киклады. Находится вблизи островов Андрос и Тинос. Остров занимает площадь около 23 км², длиною 8,5 и шириною 4 км.

## Население
| Год  | Население, человек |
| ---- | ------------------ |
| 1991 | 0                  |
| 2001 | 0                  |
| 2011 | 0                  |